# Petras Baguška
Petras Baguška (ur. 24 lipca 1941 we wsi Paškoniai w rejonie poswolskim) – litewski polityk, prawnik, działacz partyjny i samorządowy, od 2006 do 2008 minister sprawiedliwości w rządzie Gediminasa Kirkilasa.

## Życiorys
W 1958 ukończył szkołę średnią w Poswolu. W latach 1966–1972 studiował prawo na Uniwersytecie Wileńskim. Od 1974 do 1976 był studentem Wyższej Szkoły Partyjnej w Leningradzie, zaś w latach 1981–1985 studiował ekonomię i zarządzanie na Litewskiej Akademii Rolniczej w Kownie.
Pracę zawodową zaczął w 1958 jako robotnik w biurze zaopatrzenia Związku Spółdzielczego rejonu poswolskiego. W latach 1961–1964 odbywał służbę w Armii Radzieckiej. Następnie pracował w administracji domów komunalnych w Poswolu. W latach 1966–1971 był przewodniczącym komitetu wykonawczego rady miejskiej w Poswolu, a od 1971 do 1973 kierownikiem wydziału w komitecie rejonowym Komunistycznej Partii Litwy. Po ukończeniu wyższych kursów partyjnych w 1976 objął stanowisko wiceprzewodniczącego rejonowego komitetu wykonawczego w Szyłelach. W latach 1982–1987 kierował rejonowym komitetem wykonawczym w Kupiszkach, a do 1990 pełnił tożsamą funkcję w Kiejdanach.
W latach 1990–1995 był członkiem rady rejonu kiejdańskiego, a do 1994 jednocześnie jej przewodniczącym. Od 1994 do 2002 stał na czele oddziału Litewskiego Banku Rolnego w Kiejdanach. W latach 2003–2004 pełnił funkcję sekretarza rady rejonu kiejdańskiego. 21 grudnia 2004 objął mandat posła na Sejm. Zasiadał m.in. w komisji antykorupcyjnej, a w latach 2005–2006 był jej przewodniczącym. 18 lipca 2006 został powołany na stanowisko ministra sprawiedliwości w rządzie Gediminasa Kirkilasa.
Nie wystartował w wyborach parlamentarnych w 2008. 9 grudnia tego roku zakończył urzędowanie na stanowisku ministra.
W czasach ZSRR był członkiem KPZR. W latach 2003–2005 należał do Partii Pracy, zaś w latach 2006–2008 do Partii Demokracji Obywatelskiej.